# 1989年苏呼米暴乱
1989年7月，因阿布哈兹人与喬治亞人的内部民族矛盾激化，苏联加盟国格鲁吉亚的阿布哈茲蘇維埃社會主義自治共和國首府苏呼米爆发骚乱，并在随后几天演变为蔓延全国的街頭毆鬥和内乱。
事件起因是阿布哈兹人抗议格鲁吉亚的第比利斯国立大学在苏呼米开设新校区，最终导致原定于1989年7月16日正式投入使用的新校区遭到劫掠。虽然苏联陆军暂时平息了事态，但事件已经造成至少18人死亡、448人受伤，死伤者多为格鲁吉亚人。这次骚乱是格鲁吉亚有史以来第一起内部民族冲突事件，成为了日后格鲁吉亚-阿布哈兹冲突的导火索。

## 背景
1921年至1931年，在紅軍入侵喬治亞后宣布独立的阿布哈兹与格鲁吉亚合并，以条约共和国身份成为苏联加盟共和国，惟阿布哈兹不是完全顺从于格鲁吉亚。后来阿布哈兹被降级为阿布哈茲蘇維埃社會主義自治共和國，实际上由格鲁吉亚统治，条约共和国正式破局。然而此举不受阿布哈兹人欢迎，并于1957年、1967年和1978年分别举行抗议活动。直到1978年，格鲁吉亚和苏联政府才有所让步，其中一个政策是将原有的苏呼米师范学院升格为独立的阿布哈兹国立大学。
暴乱发生时正值苏联推行经济改革，阿布哈兹人认为这是他们彻底脱离格鲁吉亚的好时机。1988年6月17日，阿布哈兹方面向米哈伊尔·戈尔巴乔夫等苏共领导人递交了87页的《阿布哈兹信函》，既表达阿布哈兹人的不满情绪，又点明阿布哈兹的自治地位一直在很大程度上被忽视，即便是在1978年让步之后。信件要求苏联中央不再将阿布哈兹纳入格鲁吉亚的版图范围，恢复阿布哈兹的独立地位（也就是恢复之前的阿布哈兹苏维埃社会主义共和国）。信件虽然没有受到苏联中央政府关注，但已经让格鲁吉亚当局大为紧张，从而推出一系列政策，包括提升学校教授格鲁吉亚语的比重。此举同样遭到阿布哈兹人强烈反弹，因为他们大多数人不讲格鲁吉亚语，而是讲阿布哈茲語、明格列尔语和俄语三种语言。
之后在1989年3月18日，约3.7万名阿布哈兹人在传统会议地点雷赫内签署《雷赫内宣言》，再次呼吁当局恢复阿布哈兹的独立地位。和之前的《阿布哈兹信函》不同，《雷赫内宣言》成功让阿布哈兹的格鲁吉亚人群体发动大规模反对示威。其中格鲁吉亚首都第比利斯的示威活动最为激烈，并最终于1989年4月9日演变为反苏、求独立的集会活动，遭到苏联内卫军残酷镇压，至少19人死亡、数百人受伤，死伤者包括年轻女性，史称“4月9日惨案”。次日，格鲁吉亚共产党中央委员会召开全体会议，会上总书记朱姆贝尔·帕提亚什维利宣布辞职，由前格鲁吉亚国家安全委员会主席吉维·贡巴里泽接任。4月9日惨案也摧毁了格鲁吉亚苏维埃政权的最后一丝信誉，让许多格鲁吉亚人走上了激烈反抗苏联政府的道路，同时加剧了格鲁吉亚人和其他群体之间的种族紧张关系，尤其是他们与阿布哈兹人和奥塞梯人的矛盾。

## 大学风波

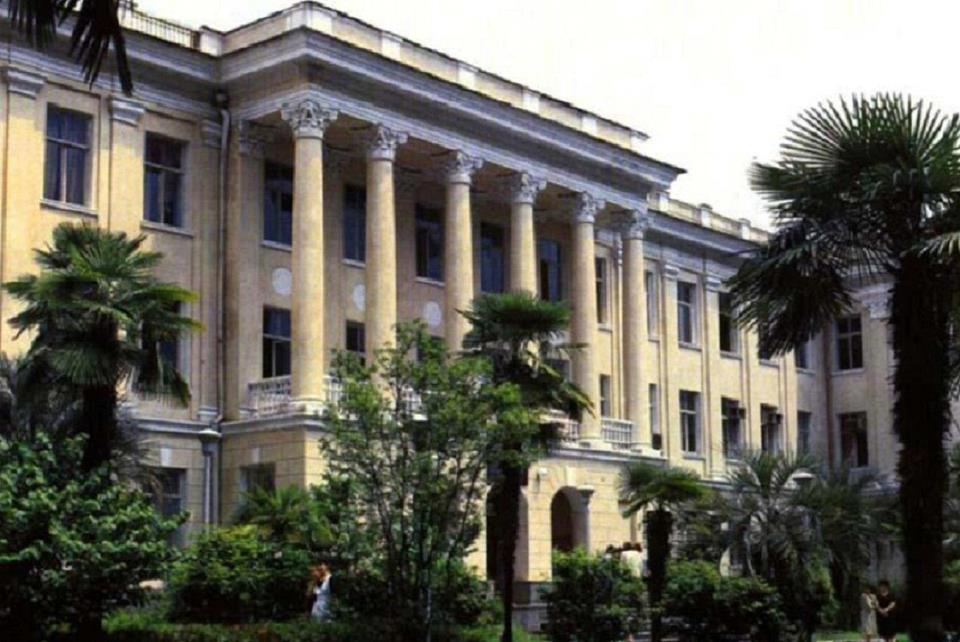
骚乱发生地阿布哈兹国立大学，摄于2013年

一直以来，大学问题在阿布哈兹非常敏感。为了满足阿布哈兹分离主义者的诉求，同时消除动用格鲁吉亚全国捍卫格鲁吉亚语和格鲁吉亚文化带来的负面影响，格鲁吉亚当局于1978年设立苏呼米国立大学，设立格鲁吉亚语部、阿布哈兹语部和俄语部三个分部。然而，就读于阿布哈兹分部和俄语分部的格鲁吉亚学生经常抱怨受到讲师及行政人员的歧视。4月9日惨案发生后，学校的格鲁吉亚学生发起绝食行动，要求将学校的格鲁吉亚分部改为第比利斯国立大学下属部门，改由格鲁吉亚人进行管理，而不是阿布哈兹人。后来格鲁吉亚国立亚热带农业大学加入绝食行动，从而引爆一场由阿布哈兹格鲁吉亚社区发起的文化分隔活动，让阿布哈兹和格鲁吉亚两大的裂痕更加深入。格鲁吉亚当局担心事件会发酵为骚乱，于5月14日同意学生诉求。阿布哈兹人有前车之鉴，也组织了靜坐示威。最终苏联最高苏维埃成立委员会，裁定格鲁吉亚人无权设立大学，理由是不属于其职权范围。除此之外，委员会也认为阿布哈兹的土地面积太小，没有设立两家大学的必要。至于格鲁吉亚学生投诉说自己受到语言上的歧视，委员会通过调查发现，申请阿布哈兹语部的学生占比还是比较高，有24%，相比之下格鲁吉亚语部有33.5%，俄语部有42.5%。

## 骚乱
尽管苏联最高苏维埃否决了新校区，大学的入学考试还是照常在7月15日进行。有报道指当天骚乱的起因是阿布哈兹人试图拍摄集会的格鲁吉亚人。到晚上7点，新校区遭到袭击。到7月16日晚些时候，部分持有武装的阿布哈兹民众冲入学校大楼，人数多达5000人。多位负责入学考试的工作人员遭到殴打，学校被洗劫。随后发生的一连串事件让双方陷入了连日的武装冲突，造成了更多人员伤亡及财产损失。当晚，从阿布哈兹各地及格鲁吉亚西部前来的民众涌入苏呼米。生活在阿布哈兹东北部的斯凡人，以及生活在特克瓦爾切利的阿布哈兹人爆发彻夜枪战，冲突在随后几天持续发生。与此同时，2.5万名来自格鲁吉亚西部的民众，与阿布哈兹南部加利区的民众在奧恰姆奇拉附近聚集。苏联内务部派出军队镇压暴乱，事态到7月17日已基本平息。

## 后续
阿布哈兹的骚乱造成18人死亡、448人受伤。根据官方统计数据，伤者中有302人是格鲁吉亚人.。事件是格鲁吉亚史上第一起内部民族冲突，此前阿布哈兹同样有民族矛盾引起的示威和抗议活动，但未造成民众死伤。虽然苏联内务部队一直驻扎在阿布哈兹，负责维持当地不稳定的和平局面，但骚乱事件依然发生，而苏联当局无意调和内部民族矛盾。格鲁吉亚社群怀疑阿布哈兹故意攻击他们的大学，目的是挑起大规模的暴力事件，促使莫斯科宣布当地戒严，从而剥夺第比利斯政府对阿布哈兹自治架构的控制权。另一方面，阿布哈兹人认为新校区是格鲁吉亚当局加强文化统治力的工具，同时继续要求当局将7月事件的调查权限交给莫斯科中央政府、不再在苏呼米开设第比利斯国立大学的新校区。
当地的紧张局面也一直居高不下，阿布哈兹人完全无视格鲁吉亚在该地区的权威。最终于1990年8月25日，阿布哈兹最高苏维埃发表《阿布哈兹国家主权声明》，正式赋予阿布哈兹法律高于格鲁吉亚法律的权力。同日苏联最高苏维埃宣布阿布哈兹是苏联的独立加盟共和国。此举又遭到格鲁吉亚人反对，纷纷援引1950年代格鲁吉亚学界的一个说法，指控阿布哈兹人不是当地的原住民，尽管这个说法没有任何正式的学术及历史基础支撑。随着民族主义联盟在1990年格鲁吉亚议会选举中大获全胜，相关矛盾进一步加剧。新上任的格鲁吉亚最高苏维埃主席茲維亞德·加姆薩胡爾季阿更直言不讳地表示会减少非格鲁吉亚人的自治权，但实际上格鲁吉亚政府的权威性在当时已经名存实亡。1991年3月17日，不顾格鲁吉亚人抵制，阿布哈兹参与了苏联发起的公投。相应地，除格鲁吉亚人以外的族群（包括格鲁吉亚另一自治区南奥塞梯）联合抵制了1991年4月9日举行的喬治亞獨立公投。
1991年8月，格鲁吉亚各族群通过权力分享协议，正式按照民族划分选区，于同年的议会选举起正式施行，但后来没有继续下去。后来随着加姆薩胡爾季阿政府垮台，爱德华·谢瓦尔德纳泽不履行前朝政府的签署的协议，让其失去合法性，阿布哈族人又将独立的希望投向格魯吉亞內戰，结果还是没能成功。1992年7月23日，阿布哈兹最高苏维埃恢复了1925年宪法，宣布阿布哈兹为主权国家，尽管与格鲁吉亚缔结条约联盟。对此，格鲁吉亚于8月14日向阿布哈兹发动军事入侵，双方随后的战争一直持续到1993年9月，并引发了后续的格鲁吉亚-阿布哈兹冲突。战争结束后，第比利斯国立大学的苏呼米分校一直保持开放，但后来随着苏呼米正式脱离格鲁吉亚控制，最终搬到第比利斯，从1993年12月复校至今。

## 脚注
1. ↑  Suny 1994，第321頁
2. ↑  Lakoba 1995，第99頁
3. ↑  Hewitt 1993，第282頁
4. ↑  Slider 1985，第59–62頁
5. ↑  Hewitt 1996，第202頁
6. ↑  Hewitt 2013，第57–60頁
7. ↑  Francis 2011，第73頁
8. ↑  Jones 2013，第35頁
9. ↑  Rayfield 2012，第378–380頁
10. ↑  Slider 1985，第62–63頁
11. ↑  Slider 1985，第63頁
12. ↑  Francis 2011，第74頁
13. ↑  Chervonnaya 1994，第65頁
14. 1 2  Kaufman 2001，第104–105頁
15. ↑  Hewitt 2013，第75頁
16. 1 2  Kaufman 2001，第105頁
17. 1 2  Popkov 1998，第115頁
18. ↑  Beissinger 2002，第301–303頁
19. ↑  Popkov 1998，第118頁
20. ↑  Popkov 1998，第118–120頁
21. ↑  Kaufman 2001，第238頁: "Citation 111, which references Elizabeth Fuller, "The South Ossetian Campaign or Unification," p. 18 Report on the USSR, 1, No. 30 (July 28, 1989)."
22. ↑  Zürcher 2005，第89頁
23. ↑  Ozhiganov 1997，第374頁
24. ↑  Suny 1994，第399頁
25. ↑  Jones 2013，第44頁
26. 1 2  Zürcher 2005，第95頁
27. ↑  Hewitt 2013，第47–48, 80–83頁
28. ↑  Suny 1994，第325頁
29. ↑  Francis 2011，第75頁
30. ↑  Zürcher 2005，第93頁
31. ↑  Zürcher 2005，第95–96頁
32. ↑  Saparov 2015，第65頁
33. ↑  Rayfield 2012，第383–384頁
34. ↑  Sokhumi State University 2014